# Cornwall
Cornwall (/ˈkɔːrnwɔːl/ hay /ˈkɔːrnwəl/; tiếng Cornwall: Kernow, [ˈkɛɹnɔʊ]) là một hạt nghi lễ của Anh, thuộc Vương quốc Liên hiệp Anh và Bắc Ireland. Cornwall giáp biển Celtic về phía tây và bắc, giáp eo biển Manche về phía nam, và giáp hạt Devon về phía đông, với biên giới là sông Tamar. Cornwall có dân số 534.300 và diện tích 3.563 km2 (1.376 dặm vuông Anh). Trung tâm hành chính, và "City" duy nhất tại Cornwall, là Truro, cho dù thị trấn Falmouth là xã (civil parish) có dân số lớn nhất và chùm đô thị Camborne, Pool và Redruth có tổng dân số lớn nhất.
Cornwall là phần cực tây của bán đảo Tây Nam tại đảo Anh. Hạt này có dân định cư từ thời kỳ đồ đá cũ và thời kỳ đồ đá giữa, tiếp diễn đến thời kỳ đồ đồng. Người Briton đến Cornwall vào thời kỳ đồ sắt.
Cornwall là quê hương của người Cornwall và cũng được coi là một trong sáu quốc gia Celt. Tình trạng của Cornwall trong tương lai đang bị tranh cãi và cư dân ở đây đòi hỏi một chính phủ có nhiều quyền tự trị hơn cho Cornwall.

## Địa lý

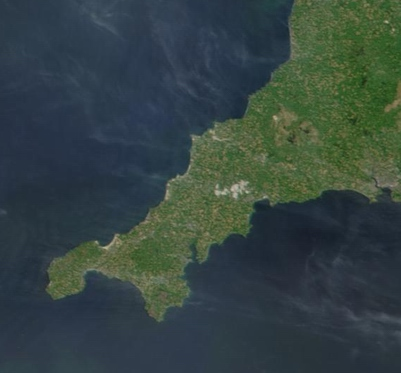
Ảnh vệ tinh Cornwall

Cornwall nằm trên một bán đảo tại miền tây nam đảo Anh, và do đó hứng toàn bộ gió thổi từ Đại Tây Dương. Vùng duyên hải chủng yếu là những bãi đá, và nhiều nơi có những vách đá rất ấn tượng. Cornwall chỉ giáp với một hạt khác, Devon, với biên giới được tạo nên bởi sông Tamar và (về phía bắc) thung lũng Marsland.

### Vùng duyên hải
Bờ biển bắc và nam có những đặc điểm khác nhau. Bờ bắc hướng ra biển Celtic, với thiên nhiên hoang dã hơn. High Cliff, nằm giữa Boscastle và St Gennys, là vách đá dốc đứng cao nhất tại Cornwall, cao 223 mét (732 ft). Tuy nhiên, cũng có nhiều bãi biển cát vàng quan trọng cho nền công nghiệp du lịch, như tại Bude, Polzeath, Watergate Bay, Perranporth, Porthtowan, Fistral Beach, Newquay, St Agnes, và St Ives. Trị trấn Newlyn là một điểm du lịch nổi tiếng, và là một trong những cảng cá truyền thống cuối cùng tại Cornwall.

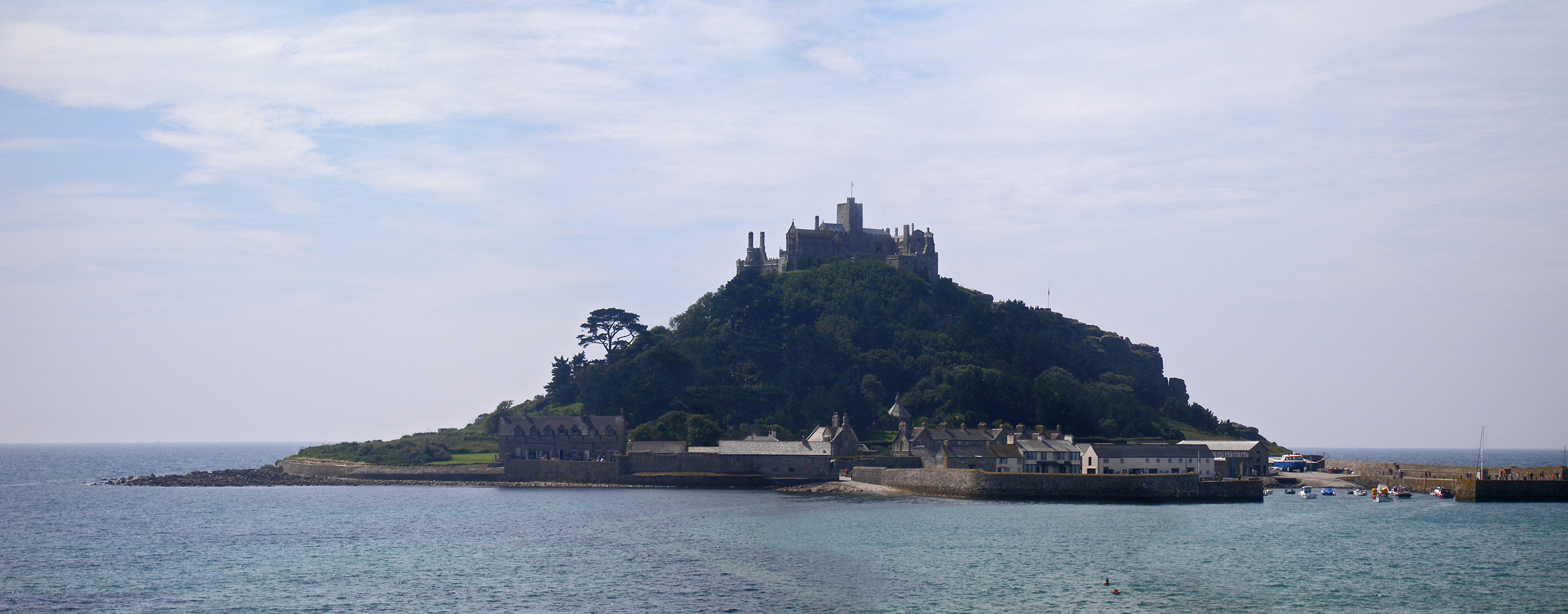
Núi St Michael tại Marazion

Bờ nam, biệt danh "Riviera của Cornwall", có nhiều cửa sông lớn cho phép việc neo đậu tàu thuyền an toàn, như tại Falmouth và Fowey. Bờ biển tại đây thường là bờ cát hoặc đá cuội, rãi rác là những nơi nhiều đá. 

## Kinh tế
Cornwall là một trong những khu vực nghèo nhất nước Anh tính theo GDP trên đầu người và thu nhập trung bình mỗi hộ. Cùng lúc đó, nhiều vùng của hạt này, nhất là dọc theo bờ biển, giá nhà rất cao, bởi vì những người về hưu giàu có hoặc những người có nhà thứ hai.

### Du lịch
Du lịch ước tính đóng góp tới 24% tổng sản phẩm của Cornwall. Năm 2011 du lịch mang lại £ 1,85 tỷ cho nền kinh tế Cornwall. Văn hóa độc đáo, cảnh quan ngoạn mục và khí hậu ôn hòa của Cornwall làm cho nó thành một điểm đến du lịch nổi tiếng, mặc dù là hơi xa những trung tâm chính đông dân số của Vương quốc Anh. Được bao quanh ba mặt bởi Eo biển Manche và Biển Celtic, Cornwall có nhiều dặm bãi biển và những vách đá; đường mòn Bờ Tây Nam (South West Coast Path) theo sau một đường vòng hoàn chỉnh của cả hai bờ biển. Những nơi du lịch hấp dẫn khác bao gồm moorland, các vườn ở thôn quê, bảo tàng, di tích lịch sử và tiền sử, và thung lũng với cây cối rậm rạp. Năm triệu khách du lịch đến thăm Cornwall mỗi năm, chủ yếu từ trong Vương quốc Anh. Khách tới có thể dùng các sân bay tại Newquay và Exeter, trong khi máy bay phản lực tư nhân, hoặc chở khách du lịch và trực thăng cũng có thể dùng sân bay Perranporth; các tuyến đường sắt hàng ngày và có chỗ ngủ đêm chạy giữa Cornwall, London và các vùng khác của Vương quốc Anh. Cornwall có một nền kinh tế theo mùa dựa vào khách du lịch.
Newquay và Porthtowan là điểm đến phổ biến cho những người lướt sóng biển. Trong những năm gần đây, dự án Eden gần St Austell là một thành công tài chính lớn, lôi cuốn một phần tám khách du lịch Cornwall.